# Thread virtuale
In informatica, nell'ambito della programmazione, un thread virtuale (in inglese: virtual thread o green thread) è un thread pianificato da una libreria di run-time o da una macchina virtuale invece che nativamente dal sistema operativo. I thread virtuali emulano gli ambienti multithreading senza ricorrere alle capacità del sistema operativo, poiché sono gestiti nello spazio utente invece che nel kernel, permettendo così di funzionare in ambienti dove il supporto ai thread non è nativo.